# Lejeunea patens
Lejeunea patens är en levermossart som beskrevs av Sextus Otto Lindberg. Lejeunea patens ingår i släktet Lejeunea, och familjen Lejeuneaceae. Arten har ej påträffats i Sverige.